# Congo 1966
Congo 1966 er en dokumentarfilm instrueret af Svend Aage Lorentz efter eget manuskript.

## Handling
Siden 1963 har Dansk Røde Kors drevet et undervisningshospital i Kinshasa, det tidligere Leopoldville, i Congo. På dette hospital, der er Danmarks største u-landsprojekt, undervises vordende sygeplejersker, jordemødre og narkoseassistenter. Filmen viser hverdagen på hospitalet og dets betydning for den congolesiske befolkning.